# 小林寛子
小林 寛子（こばやし あつこ、1977年11月7日 - ）は、日本のファッションモデルである。兵庫県加古川市出身。

## 来歴・人物
1998年10月から9か月間、「王様のブランチ」でリポーターを務めた。リポーター仲間と一緒にCDを出した経験がある。
一時期モデル「SatomI」、女優「小林 寛子」名義で活動していた。

## テレビ
- 王様のブランチ（TBS）1998年10月 - 1999年6月
- 王様のお夜食（TBS）1999年4月 - 7月
- イマジン（フジテレビ）2000年1月 - 3月
- 仮面ライダークウガ　（テレビ朝日）
- バカな方の鈴木 （テレビ東京）ゲスト出演
- お江戸吉原事件帖 （テレビ東京）2007年10月 - 12月

## ラジオ
- お嬢様の夜ふかし（TBSラジオ）1998年10月 - 1999年6月

## CM
- カネボウ
- スズキ
- 日立製作所
- 電算

他

## スチール
- 富士重工業 スバル・レガシィ
- 鈴乃屋
- 読売新聞 ザ・デイリー読売

他

## VP
- よみうりランド
- 藤和不動産 TOKYO EARTH LAND
- 日産自動車
- アサヒビール
- 信濃毎日新聞

他

## 雑誌
- JJ、CLASSY.、Gainer 光文社
- ef' 主婦の友社
- Oggi 小学館